# Vương Tú Bân
Vương Tú Bân (tiếng Trung giản thể: 王秀斌, bính âm Hán ngữ: Wáng Xiù Bīn, sinh tháng 3 năm 1964, người Hán) là tướng lĩnh Quân Giải phóng Nhân dân Trung Quốc. Ông là Thượng tướng Quân Giải phóng Nhân dân Trung Quốc, Ủy viên Ủy ban Trung ương Đảng Cộng sản Trung Quốc khóa XX, Ủy viên dự khuyết khóa XIX, hiện là Tư lệnh Chiến khu Nam Bộ. Ông nguyên là Phó Tư lệnh kiêm Tham mưu trưởng Chiến khu Đông Bộ; Quân đoàn trưởng Tập đoàn quân 80, Chiến khu Bắc Bộ; Quân đoàn trưởng Tập đoàn quân 72, Chiến khu Đông Bộ.
Vương Tú Bân là đảng viên Đảng Cộng sản Trung Quốc, học vị Cử nhân Quốc phòng. Ông có sự nghiệp hơn 30 năm công tác ở Quân khu Nam Kinh, Chiến khu Đông Bộ từ lúc nhập ngũ, đi từng bước một cho đến khi trở thành Quân đoàn trưởng "Thiên hạ đệ nhất quân" của Quân Giải phóng trước khi được điều chuyển đến các vị trí khác của quân đội Trung Quốc.

## Xuất thân và giáo dục
Vương Tú Bân sinh tháng 3 năm 1964 tại huyện Như Đông, địa cấp thị Nam Thông, tỉnh Giang Tô, Cộng hòa Nhân dân Trung Hoa, lớn lên và tốt nghiệp phổ thông ở quê nhà. Trong quá trình công tác và hoạt động ở Quân đội, ông tham gia các khóa học của quân nhân, sĩ quan, nhận bằng Cử nhân về quốc phòng, tham gia nghiên cứu sinh sau đại học tại các trường quân đội.

## Sự nghiệp

### Thời kỳ đầu
Tháng 1 năm 1983, Vương Tú Bân nhập ngũ vào Quân đội Giải phóng Nhân dân Trung Quốc khi 19 tuổi. Những năm đầu trong quân ngũ, ông phục vụ trong Tập đoàn quân thứ 1 của Quân khu Nam Kinh cũ trong một thời gian dài (nay là Tập đoàn quân số 72 thuộc Lục quân Chiến khu Đông Bắc, còn có biệt danh là "Thiên hạ đệ nhất quân" [天下第一军]), và liên tiếp giữ các chức vụ tham mưu trưởng trung đoàn, trung đoàn trưởng, tham mưu trưởng sư đoàn và Tư lệnh Sư đoàn Bộ binh thứ 1 của Tập đoàn quân số 1 Quân khu Nam Kinh. Năm 2013, ông được bổ nhiệm làm Phó Quân đoàn trưởng Tập đoàn quân số 31 của Quân khu Nam Kinh. Đến năm 2015, ông được điều chuyển làm Phó Quân đoàn trưởng Tập đoàn quân số 72, và được phong hàm Thiếu tướng năm 2014 trước đó. Trong những năm này, ông là người chỉ huy lực lượng bao gồm "Đại đội anh hùng xung kích Nhạn Môn quan" của Quân khu Nam Kinh trong cuộc diễu binh kỷ niệm 70 năm chiến thắng từ Chiến tranh Trung–Nhật (1945–2015) và chiến thắng từ Chiến tranh thế giới thứ hai, và dẫn đầu đoàn đi qua Quảng trường Thiên An Môn.

### Chiến khu
Cuối năm 2015, đầu năm 2015, Quân khu Nam Kinh nói riêng và Quân Giải phóng Trung Quốc được cải cách toàn diện, thành lập Chiến khu Đông bộ trên cơ sở Quân khu Nam Kinh, Vương Tú Bân được điều chuyển nhậm chức Quân đoàn trưởng Tập đoàn quân số 72 của Chiến khu Đông Bộ vào tháng 7 năm 2016. Tháng 3 năm 2017, ông được điều sang Chiến khu Bắc Bộ, nhậm chức Quân đoàn trưởng Tập đoàn quân số 80 của Lục quân Chiến khu Bắc Bộ. Tháng 10 năm 2017, ông tham gia đại hội đại biểu toàn quốc, được bầu làm Ủy viên dự khuyết Ủy ban Trung ương Đảng Cộng sản Trung Quốc khóa XIX tại Đại hội Đảng Cộng sản Trung Quốc lần thứ 19. Tháng 4 năm 2019, ông được thăng chức làm Phó Tư lệnh kiêm Tham mưu trưởng Chiến khu Đông Bộ, được phong quân hàm Trung tướng cùng năm.
Tháng 6 năm 2021, Vương Tú Bân được điều chuyển tới công tác ở Chiến khu Nam Bộ, được Quân ủy Trung ương bổ nhiệm làm Tư lệnh Chiến khu Nam Bộ, phối hợp lãnh đạo cùng Chính ủy Vương Kiến Vũ. Tháng 9 cùng năm, ông được nhà lãnh đạo Tập Cận Bình phong quân hàm Thượng tướng. Giai đoạn đầu năm 2022, ông được bầu làm đại biểu tham gia Đại hội Đảng Cộng sản Trung Quốc lần thứ XX từ đoàn Quân Giải phóng và Vũ cảnh. Tại đại hội, ông được bầu làm Ủy viên Ủy ban Trung ương Đảng Cộng sản Trung Quốc khóa XX.

## Lịch sử thụ phong quân hàm
| Quân hàm |             |             | Thượng tướng |  |  |  |  |  |  |  |  |
| Cấp bậc  | Thiếu tướng | Trung tướng | Thượng tướng |  |  |  |  |  |  |  |  |
|          |             |             |              |  |  |  |  |  |  |  |  |

## Giải thưởng
Trong sự nghiệp quân nhân, Vương Tú Bân được trao giải thưởng:
- Bằng khen hạng Nhất giải thưởng hình mẫu quân nhân Lôi Phong (1993);